# 津田恒実
津田 恒実（つだ つねみ、1960年8月1日 - 1993年7月20日）は、山口県都濃郡南陽町（後に新南陽市を経て、現：周南市）出身のプロ野球選手（投手）。右投右打。愛称は「ツネ」「炎のストッパー」。旧名「恒美」（読み同じ）。

## 経歴

### 生誕からアマチュア時代
山口県都濃郡南陽町（現：周南市）の山間部・和田地区（旧和田村）出身。南陽工高では、1年時からエース投手として活躍していた。
1978年の第50回選抜高等学校野球大会に出場、準々決勝に進むが福井商に敗退。同年の第60回全国高等学校野球選手権大会では2回戦まで駒を進めるが天理高に0-1で惜敗。
卒業後は防府市に本拠を置いていた社会人野球の協和発酵（現：協和キリン）に入社。
1981年の都市対抗に電電中国の補強選手として出場。1回戦で優勝候補の富士重工業を抑え注目を浴びる。しかし2回戦ではリッカーの中西清起と投げ合い敗退した。同年の日本選手権では、協和発酵のエースとして2勝をあげ準々決勝に進出するが、この大会に優勝した富士重工業の向田佳元との投手戦の末に惜敗。都市対抗の仇を討たれた形になった。

### プロ入り
同年のドラフト会議で広島東洋カープに1位指名され入団。
1982年に先発投手として11勝6敗の成績を残し、球団初の新人王に輝く。しかし2年目の後半戦以降は、ルーズショルダー や中指の血行障害などに悩まされ登板機会が激減した。その後、血行障害を治すため世界初となる中指の靭帯を摘出する手術を受ける。このこともあり1984年の日本シリーズでは津田は出場しなかった。
1985年に「恒美」から「恒実」へと改名。
1986年に抑え投手として復活し、前半戦を防御率0点台で折り返す。後半戦からは調子を落としたものの、チーム5度目のリーグ制覇に大きく貢献、シーズン終了後にカムバック賞を獲得した。
1987年にも防御率1点台を残す活躍を見せた。
1988年は肩痛などが遠因してリリーフ失敗を繰り返すなど9敗を喫した。チームのサヨナラ負けのうち9回に絡み、4本のサヨナラ本塁打を浴びたため、「サヨナラの津田」とも呼ばれた。
1989年に防御率1.63、12勝5敗28セーブを挙げる活躍で最優秀救援投手、ファイアマン賞に輝き、復活した。闘志をむき出しに最速153km/h（6月28日にマーク）の剛速球と縦横の鋭いカーブを武器に相手打者に敢然と立ち向かう姿は、「炎のストッパー」と形容された。

### 闘病と死去
1990年、4月に右肩を故障、さらに8月には左膝靭帯を損傷するなど僅か4試合の登板に終わり、同年のシーズン終了後から頭痛をはじめとする身体の変調を訴えるようになる。
1991年、前年から続く体調不良を抱えたまま開幕を迎え、4月14日に無理を押して広島市民球場で行われた読売ジャイアンツ戦で、先発した北別府学の後を受けて1点リードの8回表に津田が登板するが、無死二塁・三塁のピンチを招き、原辰徳に同点適時打を打たれるなど大乱調のためわずか9球で降板となり、敗戦投手となる。これが津田の生涯最後の登板となった。
津田は普通の頭痛だと思って放置したものの長らく治まらなかったこともあり、この試合の翌日、広島大学病院に検査入院。精密検査の結果、手術で摘出できない位置に悪性の脳腫瘍があることが判明した。自宅や実家での療養を経て済生会福岡総合病院（福岡県福岡市中央区）へ転院し、闘病生活へ入る。選手としては5月20日に準支配下登録となった後退団届を提出し、11月6日付で受理。津田本人は病名の告知を受けていたが、球団は周囲の動揺を避けるため本当の病名を伏せ「水頭症のため引退」と発表した。
それから一時は奇跡的な回復を見せ、退院後は福岡市内に在住しながら現役復帰に向けたトレーニングも行うようになった。1992年6月頃を境に再び病状が悪化し、熊本県八代市にあった夫人の実家に身を寄せた後8月20日に済生会福岡総合病院へ再入院。1993年7月20日14時45分、津田は同病院において32歳の短い人生を閉じた。

### 没後

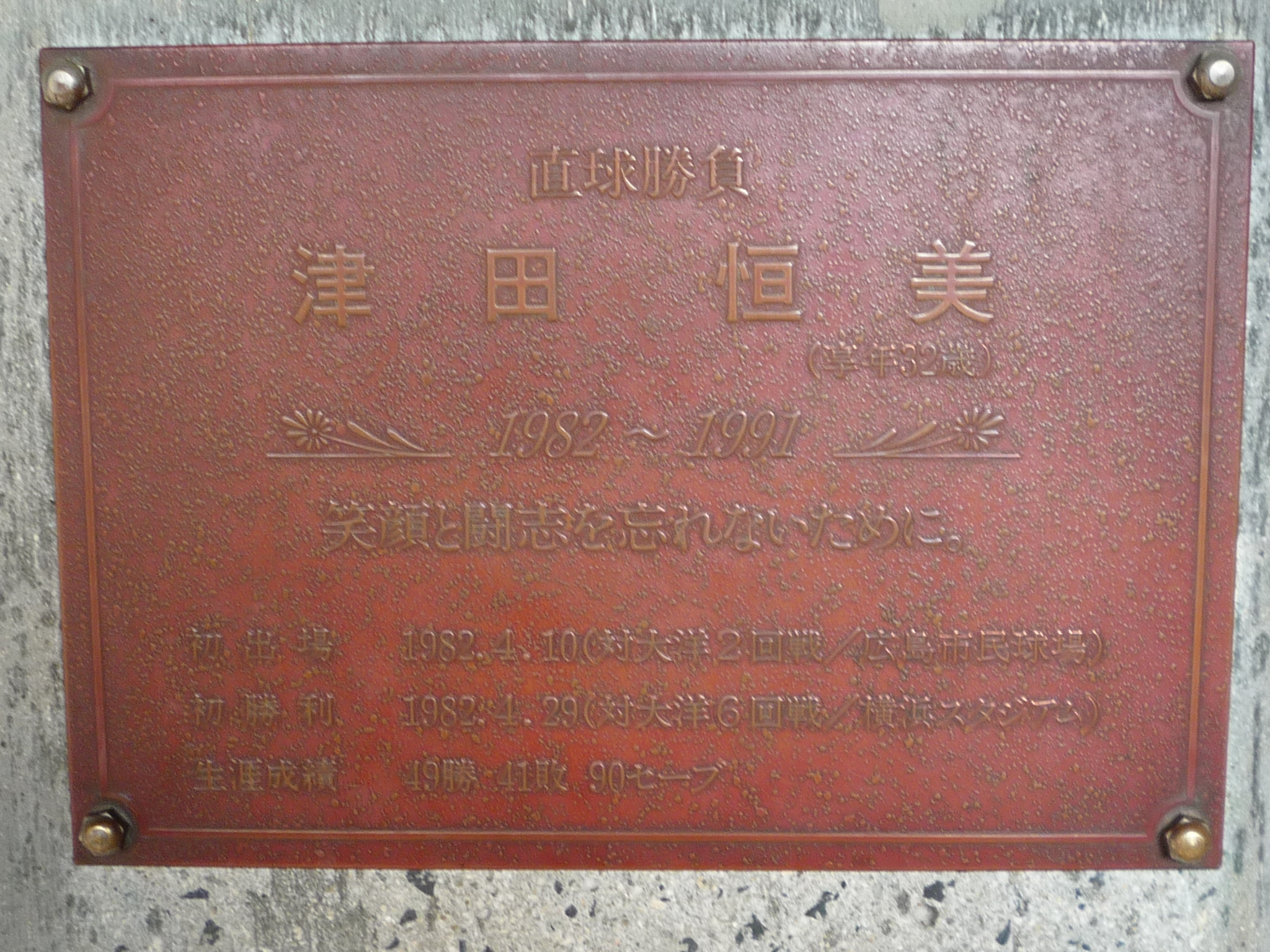
功績を讃える顕彰板
（通称「津田プレート」）

津田の没後、1994年から7回忌の1999年まで津田の背番号14にちなんだ7月14日に津田基金の運営により、「津田メモリアルデー」が開催された。その初年度（1994年7月14日）には初代の広島市民球場にはその功績と人柄を讃え、「直球勝負　笑顔と闘志を忘れないために」の文章が浮き彫りにされたメモリアルプレート（津田プレート）が設置された。同球場に設置された個人の記念碑は、連続試合出場記録を樹立した衣笠祥雄に次いで2人目である。後日、大野豊ら広島の選手は、試合に出場する時必ずこのプレートに触れていくというエピソードが『勇者のスタジアム・プロ野球好珍プレー』内で紹介された。現在、このプレートは2009年に開場した広島の新本拠地であるMAZDA Zoom-Zoom スタジアム広島に移設されている。
野球体育博物館（現・野球殿堂博物館）は2012年1月12日、津田が広島時代の同僚である北別府と共に野球殿堂入り（競技者表彰・プレーヤー表彰）したことを発表した。競技者表彰・プレーヤー表彰の被投票資格（引退後20年以内）最終年、当選必要数をわずか1票上回る237票を集めての選出だった。殿堂入り表彰は津田の命日である7月20日のオールスターゲーム第1戦（京セラドーム大阪）の試合前に行われた。
2012年秋に周南市が津田の功績を称え、同市野球場の愛称を公募。12月14日に球場の愛称が「津田恒実メモリアルスタジアム」と決定した。津田の出身中学の周南市立和田中学校では、命日の7月20日に近隣の小中学校チームにより交流野球大会が行われている。
2019年5月30日、広島市内に「津田恒美記念館」がオープンした。（後述）

## 選手としての特徴
津田は血行障害から復帰してリリーフに転向してからは、速球（ストレート）主体のピッチングであった。特に1986年は投げた球種の90％以上がストレートであり、変化球はほとんど投げていない。津田が現役時代に同僚・監督であった山本浩二は津田のストレートを「ホップする直球」と称していた。
ピンチになればなるほど、球速が上がっていく傾向があった。1986年の対阪神タイガース戦、9回裏1死満塁同点（4対4）の場面では2番打者の弘田澄男に143km/h・148km/h・151km/hのストレートを投じて3球三振に仕留める。次の3番打者、当時絶頂期にあったランディ・バースに対しても全て150km/hを超えるストレートで挑み、3球三振に仕留めピンチを脱した。この試合を実況していた毎日放送の城野昭アナウンサーは「津田、スピード違反!」と叫び、バースは試合後に「ツダはクレイジーだ」というコメントを残している。
1986年9月24日の巨人25回戦で津田と対戦した原辰徳は、ストレートをファウルした際に左手の有鈎骨を骨折し、残りシーズンを全て欠場、翌シーズン以降も左手首痛の後遺症に苦しんだ。また、1991年4月14日に津田からタイムリーヒットを打って生涯最後の対戦打者となったのは、奇しくも原である。原に投じた最後のボールは144km/hのストレートであった。
1986年の日本シリーズで広島は、西武ライオンズに初戦引き分けの後3連勝して日本一に王手をかけながら、5戦目の延長12回に工藤公康にサヨナラ安打を浴び、その後勢いに乗った西武に4連敗、日本一を逃すという屈辱を喫している。この延長12回のサヨナラ安打を浴びたのが、リリーフ登板した津田だった。加えて前日の第4戦でのヒーローインタビューでも西武打線について聞かれた時に、津田は「なんかあまり迫力がないような気がしました」と発言し、アナウンサーの「西武を怒らせませんかね？」という質問に対しても「大丈夫でしょう」と答えていた。

## 人物

### 家族
夫人と1男（長男・大毅）。1985年オフに高橋慶彦から盗塁王獲得の祝賀会に招待された際、コンパニオンとして参加していた夫人と出会い、およそ2年の交際を経て1987年暮れに結婚した。当時大学生だった夫人は広島県外出身で野球に興味がなく、津田がカープの有名選手だったことを知らなかったという。
大毅は九州学院高校から九州国際大学へ進学後、2008年から古葉竹識が野球部監督に就任した東京国際大学へ編入。親子2代に渡って古葉に師事することとなった。しかし度重なる故障に泣き、大学4年間での公式戦成績はわずか四球1個だけにとどまる。大学卒業後は野球から離れ会社員となっていたが、2016年8月に退職。2016年12月には「津田恒美記念館」を山口県内に設置すべく活動を始めた。その後2017年6月に広島市内に設立する予定に変更し、2018年7月を開館目標としてクラウドファンディングを開始。最終的に2019年5月30日に開館されたが、コロナ禍と入居していたビルの閉鎖に伴って2020年に閉館、2021年3月6日からMAZDA Zoom-Zoom スタジアム広島の近所に移転し、「津田恒美メモリアルカフェ」と改称してカフェ併設の形態で再開している。

### 性格
津田はアマチュア時代から剛球投手として名を馳せていたが、それと相反するように自他ともに認めるメンタル面の弱さも持ち合わせていた。高校時代には、監督から精神安定剤と偽った小麦粉を渡されたこともあったという。「弱気は最大の敵」「一球入魂」といった座右の銘や、打者に真っ向から立ち向かう投球スタイルは、元々はそのような自らの精神的な弱さを克服するために心がけていたものであった。二つの座右の銘を書いたボールを肌身離さず持ち歩き、登板する前には必ずそのボールに向かって気合を入れていた。
病を抱えながらも屈さず相手に全力で投球するプレースタイルや、明るくひょうきんな性格であった事からチームメイトやカープファンや他球団のファンから愛されていた。
リリーフピッチャーとしての責任感が非常に強い選手だった。清川栄治のプロ初勝利が掛かった試合に登板し、メッタ打ちにされて清川の勝利を消してしまった時は、試合後に合宿所の清川の部屋へ30分おきに出向いては謝罪し続け、見かねたチームメイトが津田をなだめて止めたという逸話が残されている。また、負け投手になった翌日は誰よりも早く球場入りし、外野スタンドの階段を黙々と走り込んでいたという。達川光男が連載コラムの中でこのことについて触れており、「外野スタンドを走っていたのは、試合を見に来てくれたファンへの謝罪の念の現れだったのではないか」と述べている。

### 病に対する周囲の反応
津田の病を知った当時の山崎隆造選手会長は、すぐに全選手を集めその事実を知らせるとともに、「津田のために優勝しよう。津田を優勝旅行に連れて行ってやろう」と涙ながらに訴えた。広島ナインはこれに奮起し、この年チームは夏場まで独走していた中日ドラゴンズを逆転でかわし、5年ぶりのセ・リーグ優勝を果たした。この時、津田とダブルストッパーを組むことになっていた大野豊を始めとする投手陣は、リーグの投手部門の主要タイトルを独占するという大活躍を見せている（最優秀救援投手：大野、最多勝利・最優秀防御率・沢村賞：佐々岡真司、最高勝率：北別府学、最多奪三振：川口和久）。
チームメイトであった森脇浩司とは無二の親友で、1987年のシーズン中に森脇が南海ホークスへトレードされた時は、夫人に対して「お前か浩司のどっちかをとれって言われたら、オレは浩司をとる」と言い、夫人を呆れさせたほどだったが、晩年、済生会福岡総合病院に転院して闘病生活を送っていた津田及び周辺の諸々の世話を積極的に行っていたのも、森脇だった。津田が一時回復を見せた時、森脇は「オレの年俸を半額にしてでも、お前を現役復帰させられるように球団（福岡ダイエーホークス）に掛け合ってやる」と言ったとされ、退院後には居宅となる借家も手配した。没年と同年の1993年に森脇が結婚して披露宴を挙げた際には亡き津田のために席を用意し、津田のグラスにビールを注いでキャンドルサービスを行い、同席した金石昭人、清川栄治ら友人の涙を誘った。津田が再びマウンドに立つことはなかったが、津田の一人息子の大毅は森脇らの計らいにより福岡ドームのマウンドに始球式で立つことになった。
津田が逝去した当日、東京ドームでオールスターゲーム第1戦が行われることになっていた。逝去の知らせは開幕のセレモニー直前、両軍関係者に届いたといい、津田の訃報は試合中継の途中にアナウンスされると共に、地元広島のテレビ各局で津田と親交のあったアナウンサーは、涙ながらに訃報を伝えていた。山本浩二監督を始めとする広島の選手は、全員喪服ではなくユニフォーム姿で津田の葬儀に参列した。通夜の営まれた翌日の第2戦（グリーンスタジアム神戸）では9回裏に大野豊が登板。バックを守る野村謙二郎をして「津田さんの気持ちが乗り移ったような投球だった。あんな大野さんは見たことがなかった」ほどの鬼気迫る投球で、二者連続三振を含むパーフェクトリリーフでオールスター初セーブを挙げている。
津田のこうした野球人生は、多くのファンに強い印象を残した。2000年には、晃代夫人の著書『最後のストライク』が岸谷五朗主演でドラマ化された。また鹿児島市の居酒屋「のん呑ん亭」の店の壁にある、津田をテーマとした詩が、FMラジオ番組で紹介されて話題になったこともある。ある詩人が即興で書いたものだが、ラジオでの紹介をきっかけに存在が広まり、後には津田の家族や関係者が来店するようになったという。
2020年現在、広島で背番号14を着用している大瀬良大地 、同じく背番号14を着用している東北楽天ゴールデンイーグルスの則本昂大も、目標の投手として津田の名を挙げている。

## 詳細情報

### 年度別投手成績
| 年 度      | 球 団      | 登 板 | 先 発 | 完 投 | 完 封 | 無 四 球 | 勝 利 | 敗 戦 | セ 丨 ブ | ホ 丨 ル ド | 勝 率 | 打 者 | 投 球 回 | 被 安 打 | 被 本 塁 打 | 与 四 球 | 敬 遠 | 与 死 球 | 奪 三 振 | 暴 投 | ボ 丨 ク | 失 点 | 自 責 点 | 防 御 率 | W H I P |
| ---------- | ---------- | ----- | ----- | ----- | ----- | -------- | ----- | ----- | -------- | ----------- | ----- | ----- | -------- | -------- | ----------- | -------- | ----- | -------- | -------- | ----- | -------- | ----- | -------- | -------- | ------- |
| 1982       | 広島       | 31    | 27    | 8     | 2     | 0        | 11    | 6     | 0        | --          | .647  | 703   | 166.2    | 166      | 28          | 45       | 3     | 7        | 114      | 2     | 0        | 76    | 72       | 3.88     | 1.27    |
| 1983       | 広島       | 19    | 17    | 9     | 0     | 1        | 9     | 3     | 0        | --          | .750  | 555   | 132.0    | 120      | 15          | 51       | 2     | 4        | 82       | 1     | 0        | 50    | 45       | 3.07     | 1.30    |
| 1984       | 広島       | 14    | 10    | 2     | 0     | 0        | 3     | 4     | 1        | --          | .429  | 243   | 54.1     | 59       | 8           | 27       | 1     | 1        | 30       | 1     | 0        | 33    | 28       | 4.64     | 1.58    |
| 1985       | 広島       | 22    | 4     | 0     | 0     | 0        | 2     | 3     | 1        | --          | .400  | 192   | 42.0     | 47       | 8           | 23       | 0     | 0        | 36       | 2     | 0        | 32    | 31       | 6.64     | 1.67    |
| 1986       | 広島       | 49    | 0     | 0     | 0     | 0        | 4     | 6     | 22       | --          | .400  | 277   | 69.1     | 44       | 7           | 29       | 11    | 2        | 81       | 1     | 0        | 21    | 16       | 2.08     | 1.05    |
| 1987       | 広島       | 47    | 0     | 0     | 0     | 0        | 3     | 4     | 18       | --          | .429  | 272   | 65.2     | 62       | 5           | 22       | 11    | 3        | 60       | 2     | 0        | 13    | 12       | 1.64     | 1.28    |
| 1988       | 広島       | 47    | 0     | 0     | 0     | 0        | 5     | 9     | 20       | --          | .357  | 300   | 72.1     | 64       | 6           | 24       | 6     | 1        | 56       | 1     | 0        | 32    | 31       | 3.86     | 1.22    |
| 1989       | 広島       | 51    | 0     | 0     | 0     | 0        | 12    | 5     | 28       | --          | .706  | 311   | 83.0     | 50       | 4           | 15       | 7     | 1        | 75       | 2     | 0        | 15    | 15       | 1.63     | 0.78    |
| 1990       | 広島       | 4     | 0     | 0     | 0     | 0        | 0     | 0     | 0        | --          | ----  | 31    | 6.2      | 12       | 0           | 0        | 0     | 0        | 7        | 0     | 0        | 2     | 2        | 2.70     | 1.80    |
| 1991       | 広島       | 2     | 0     | 0     | 0     | 0        | 0     | 1     | 0        | --          | .000  | 8     | 1.0      | 4        | 1           | 0        | 0     | 1        | 1        | 1     | 0        | 3     | 3        | 27.00    | 4.00    |
| 通算：10年 | 通算：10年 | 286   | 58    | 19    | 2     | 1        | 49    | 41    | 90       | --          | .544  | 2892  | 693.0    | 628      | 82          | 236      | 41    | 20       | 542      | 13    | 0        | 277   | 255      | 3.31     | 1.25    |

- 各年度の太字はリーグ最高

### タイトル
- 最高勝率：1回（1983年）
- 最優秀救援投手：1回 （1989年）

### 表彰
- 新人王 （1982年）
- 野球殿堂競技者表彰 （2012年）
- カムバック賞：1回 （1986年）
- ファイアマン賞：1回 （1989年）
- 日本シリーズ優秀選手賞：1回 （1986年）
- 新南陽市民栄誉賞 （1993年）

### 記録
初記録
- 初登板：1982年4月10日、対横浜大洋ホエールズ戦（広島市民球場）
- 初勝利：1982年4月29日、対横浜大洋ホエールズ戦（横浜スタジアム）

その他の記録
- オールスターゲーム出場：5回 （1983年、1986年 - 1989年）

### 背番号
- 15 （1982年 - 1984年）
- 14 （1985年 - 1991年）

### 登録名
- 津田 恒美 （つだ つねみ、1982年 - 1984年）
- 津田 恒実 （つだ つねみ、1985年 - 1991年）

## 関連書籍
- 山登義明、大古滋久著　『もう一度、投げたかった:炎のストッパー津田恒美・最後の闘い』（日本放送出版協会、1994年）ISBN 4-87728-743-4
1994年5月15日放送のNHKスペシャル『もう一度投げたかった 〜炎のストッパー 津田恒美の直球人生〜』の書籍化。
- 津田晃代著　『最後のストライク:津田恒美と生きた2年3カ月』（勁文社、1995年）ISBN 4-7669-2179-8
  - （文庫版）幻冬舎文庫、1998年 ISBN 4-87728-607-1